# Otto Hild Ehrlich
Otto Hild Ehrlich (geborener Otto Ehrlich 29. September 1892 in Wien, Österreich-Ungarn; gestorben 22. Mai 1979 in Plainfield (New Jersey)) war ein austroamerikanischer Wirtschaftswissenschaftler.

## Leben
Otto Ehrlich war ein Sohn des Kaufmanns Julius Ehrlich (1861–1919) und der Marie Devries (1870–1940), er hatte zwei Geschwister, die ebenfalls vor den Nationalsozialisten fliehen konnten. Er besuchte das Sophien-Gymnasium Wien und studierte ab 1911 Jura an der Universität Wien. Er wurde 1914 Soldat im Ersten Weltkrieg und war bis 1918 als Leutnant in Serbien und an der Alpenfront eingesetzt. Ehrlich wurde 1919 promoviert und arbeitete danach als Angestellter bei der Allgemeinen Depositenbank. Ehrlich war in erster Ehe mit der österreichischen Sozialarbeiterin Rosa Abranowicz (1896–1985) verheiratet, einer Schwester von Hedwig Leibetseder (1900–1989). Sie hatten eine Tochter. Nach der Ehescheidung heiratete Ehrlich 1949 die US-amerikanische Ökonomin Edna E. Gottesman.
Ab 1926 leitete Ehrlich den volkswirtschaftlichen Bereich der Wiener Arbeitervolkshochschule, hielt öffentliche 
Vorträge und arbeitete für die Wiener Gewerkschaftsbibliothek. Im Austrofaschismus wurden die sozialdemokratischen Gewerkschaftsbetriebe geschlossen, und Ehrlich musste sich mit Tätigkeiten in der Wirtschaftswerbung durchschlagen. Nach dem Anschluss Österreichs 1938 wurde die 1922 geborene Tochter Hildegard zur Tante Margit Hrubesch, geborene Abranowicz (1904–1993) nach Southend-on-Sea in England in Sicherheit gebracht. Ehrlichs Wohnung in Wien wurde enteignet, ihm und seiner Frau gelang im April 1939 die Flucht in die USA. Die Tochter sollte nachkommen. Sie starb kurz nach Kriegsbeginn bei dem deutschen U-Boot-Angriff auf das Passagierschiff Athenia, das sich auf der Fahrt nach Kanada befand. Ehrlich nahm im Gedenken an die Tochter den Middle name Hild an.
Ehrlich musste sich in New York mit verschiedenen Jobs durchschlagen und gründete unter anderem den Verlag Shady Hill Press. Er unterrichtete Ökonomie am Brooklyn College und am City College of New York und wurde schließlich 1946 Assistant Professor an der New York University, die ihn 1956 zum Professor ernannte. 1958 wurde er emeritiert, er unterrichtete aber noch bis 1962 an anderen Colleges. Ehrlich führte multimediale Methoden zur Darstellung abstrakter ökonomischer Zusammenhänge in seine Vorlesungen ein und ließ 1943 eine Aufklärungsschrift Uncle Sam versus Inflation von Siegmund Forst mit Cartoons illustrieren.

## Schriften (Auswahl)
- Kann Österreich geholfen werden? Aus 696 Arbeiten zum Preisausschreiben Edward A. Filene's. Wien, 1926
- Economic cartoon no. 1. 1942
- Uncle Sam versus inflation : the problem and its solution in cartoons. Zeichnungen  Siegmund Forst[2]. New York, NY ; London : Harper, 1943
- Planning jobs and jobs in planning. 1943
- Unvollkommene Synchronisierung zwischen den Volkswirtschaften Europas und der USA, in: Wirtschaftsdienst, 1961, S. 69–78
- Inflation in the United States, Weltwirtschaftliches Archiv, 1968, S. 226–257